# Tommy Milner
Tommy Milner (Washington, 28 gennaio 1986) è un pilota automobilistico statunitense, vincitore del Campionato IMSA WeatherTech SportsCar 2016 e due volte la 24 Ore di Le Mans (nel 2011 e 2015) nella classe LMGTE alla guida della Chevrolet Corvette.

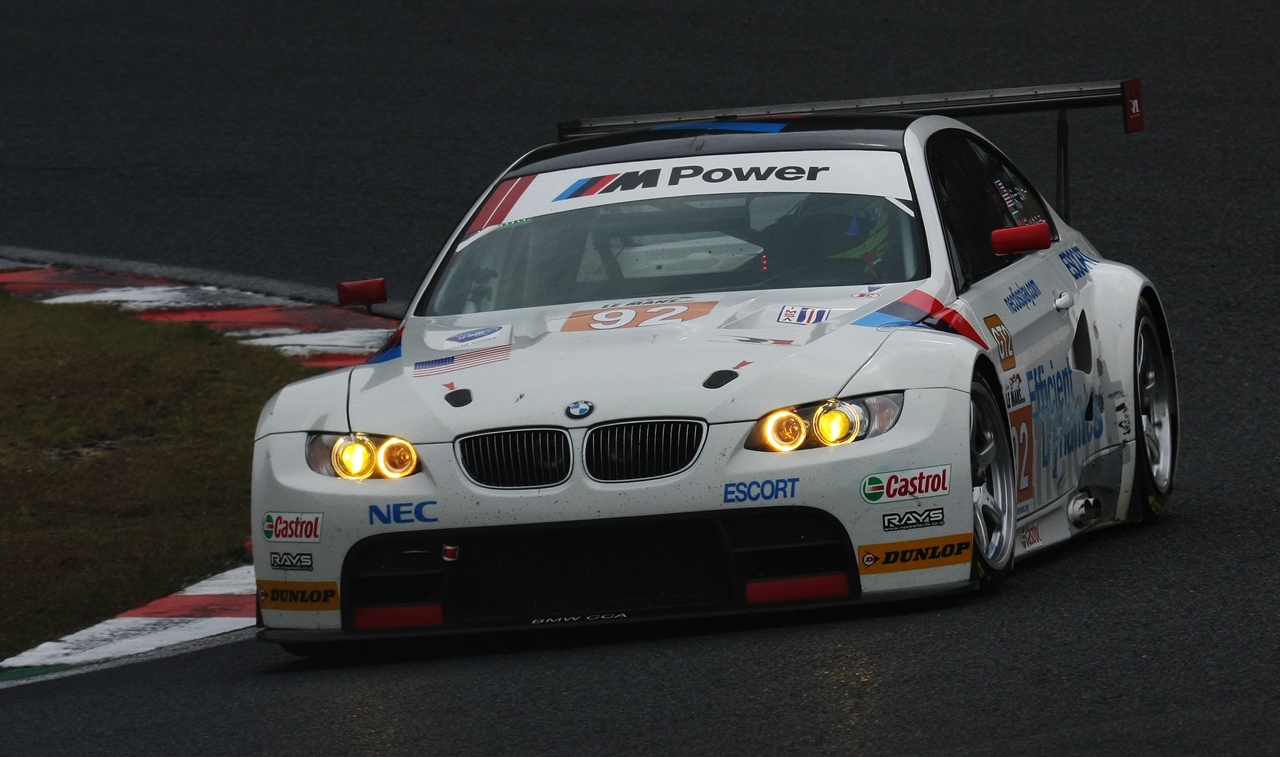
Milner alla 1000 km di Okayama

Inoltre nella sua carriera ha vinto anche la 6 Ore di Monza 2022.

## Palmarès
- Campionato IMSA WeatherTech SportsCar 2016
- 24 Ore di Le Mans 2011 nella Classe LMGTE
- 24 Ore di Le Mans 2015 nella Classe LMGTE
- 6 Ore di Monza 2022 nella Classe LMGTE